# Trencsénpüspöki

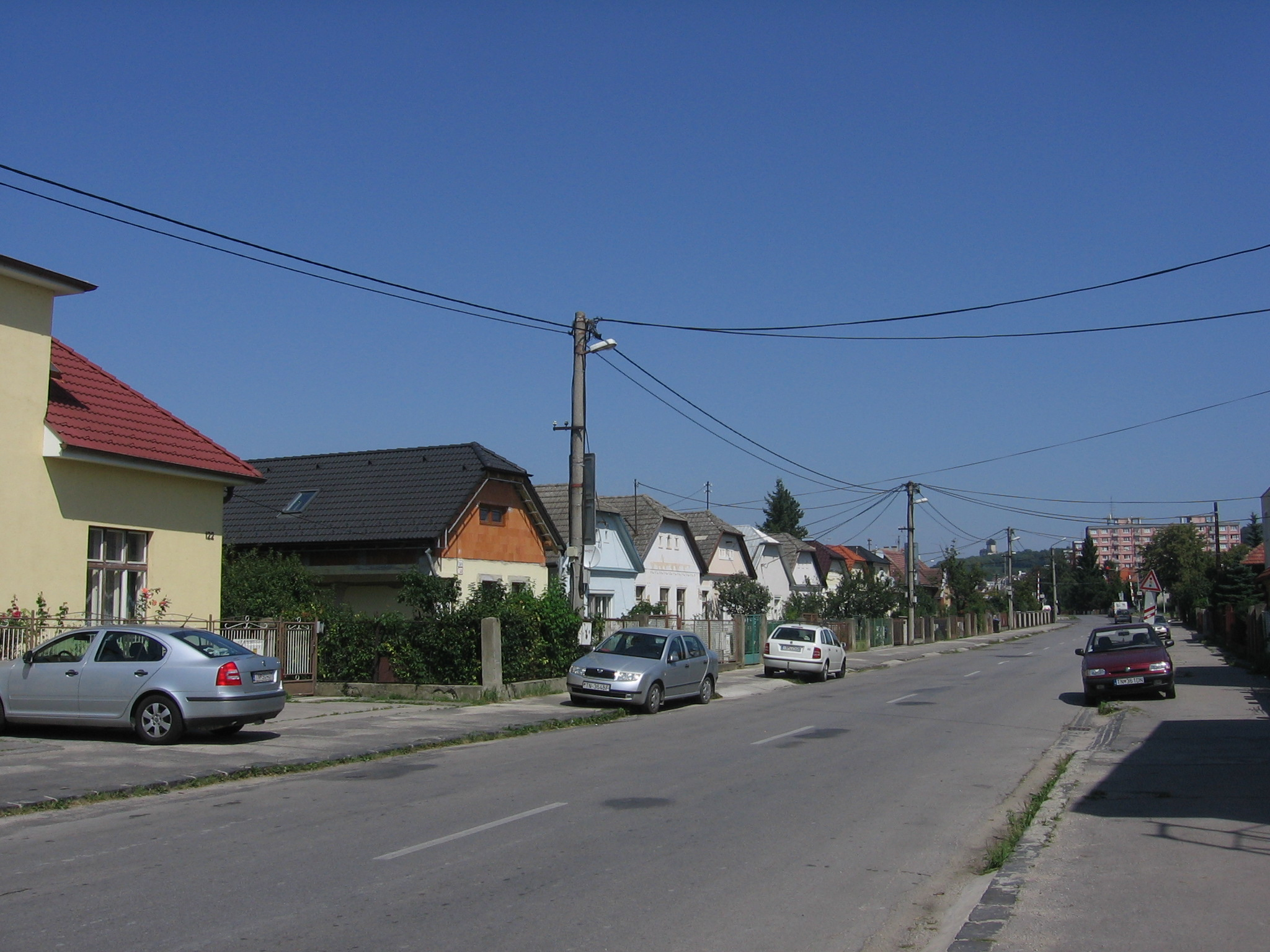
Trencsénpüspöki utcakép

Trencsénpüspöki (1899-ig Biszkupicz, szlovákul: Trenčianske Biskupice) Trencsén városrésze Szlovákiában, a Trencséni kerület Trencséni járásában. Bella, Biszkupic, Bobrovnik és Noszdrokóc egyesülésével jött létre. Lakosainak száma: 665 (2006).

## Fekvése
Trencsén központjától 2 km-re délnyugatra, a Vág bal partján fekszik. Trencsén délnyugati határvidékét alkotja, beleértve a repülőteret és környékét is.

## Története
1410-ben „Pisspek” néven említik először.
A 18. század végén Vályi András így ír róluk: „NOZDERKÓCZ. Nozdorkócz. Tót falu Trentsén Várm. földes Ura Motesiczky Uraság, lakosai katolikusok, fekszik Vág vize mellett, Bobrovnyiknak szomszédságában, Trentsénhez nem meszsze, és annak filiája, földgye termékeny, piatzozása közel.
BELLA. Tót falu Trentsén Vármegyében, földes Ura Pongrácz Uraság, lakosai katolikusok, fekszik Krasznán felül két mértföldnyire, a’ hegyek közt egy völgyben. 1716. esztendőben Pongrátz Püspök építtetett itt templomot. Határbéli jó tulajdonságaira nézve, az első Osztályba tétettetett.
BOBROVNYIK. Tót falu Trentsén Vármegyében, birtokosai külömbféle Urak, lakosai katolikusok, fekszik Turnának szomszédságában, mellynek filiája, nevezetes termésbéli javaihoz képest, első Osztálybéli.”
Fényes Elek 1851-ben kiadott geográfiai szótárában így ír a falukról: „Biskupicz, tót falu, Trencsén vármegyében, 395 kath. lakossal, Trencsén mellett. F. u. a nyitrai püspök.
Bobrovnik, tót falu, Trencsén vármegyében, a Vágh bal partján, Trencséntől délre 3 fertály. – Számlál 142 katholikus, 9 zsidó lakost. Határja 1-ső osztálybeli. F. u. többen.
Noszdrokócz, tót falu, Trencsén vmegyében, a Vágh bal partján, Trencséntől délre 1/2 órányira: 411 kath., 20 evang., 7 zsidó lak. A Vágh partján van az uraságnak egy derék gazdasági majorja. F. u. Motesiczky.”
A 19. század végén egyesítették Bellat, Bobrovnikot és Noszdrokócot, majd az így létrejött települést 1906-ban csatolták Trencsénpüspökihez (Biszkupic). 1910-ben 658, túlnyomórészt szlovák lakosa volt. 1920 előtt Trencsén vármegye Trencséni járásához tartozott.
1967-ben csatolták Trencsénhez.

## Külső hivatkozások
- Trencsénpüspöki Szlovákia térképén

## Lásd még
- Trencsén
- Csákfalva
- Csákháza
- Diósfalu
- Vágapátfalva
- Vágaranyos
- Vághidas
- Vágszabolcs